# NGC 7190
NGC 7190 é uma galáxia espiral (S0-a) localizada na direcção da constelação de Pegasus. Possui uma declinação de +11° 11' 59" e uma ascensão recta de 22 horas, 03 minutos e 06,6 segundos.
A galáxia NGC 7190 foi descoberta em 23 de Julho de 1870 por Édouard Jean-Marie Stephan.